# Sécrétoglobine
Les sécrétoglobines (SCGBs) sont une famille de petites protéines dimériques que l’on ne retrouve que chez les mammifères. Initialement découvertes sous différents noms, ce qui fût une source de confusion dans les publications initiales, cette famille de protéines a été renommée sécrétoglobine en 2000.
Ces protéines sont retrouvées en grande quantité dans les sécrétions de nombreux organes à l’interface entre le monde extérieur et intérieur, tels que les poumons, les yeux, la cavité buccale, ou encore la prostate et l’utérus. Bien que leurs fonctions restent encore mal connues, on sait déjà qu’elles jouent un rôle important dans l’homéostasie de l’organisme, notamment via la modulation de l’inflammation, la régénération tissulaire, ou bien encore dans la tumorigenèse. Chez la souris, elles joueraient également un rôle dans la sélection du partenaire.

## Historique
La première sécrétoglobine fut découverte chez le lapin, dans les sécrétions utérines, et fut dénommée blastokinine, puis utéroglobine (UGB), désormais désignée par SCGB1A1, constituant ainsi le premier membre de la première grande sous-famille des sécrétoglobines. De fait, les sécrétoglobines sont souvent référées comme étant des protéines de la famille de l’utéroglobine.
La localisation (utéroglobine (SCGB1A1), mammaglobine (SCGB2A2)) ainsi que le poids (CC10 pour 10kDa (SCGB1A1), CC16 pour 16kDa (SCGB1A1)) de la protéine ont souvent défini leur dénomination, ce qui explique que bon nombre de sécrétoglobines aient été « redécouvertes » et renommées à plusieurs reprises.
Chez l’homme, l’utéroglobine est principalement retrouvée dans l’épithélium des voies respiratoires, au sein des cellules club, anciennement appelées cellules de Clara ; il s’agit de l’une des principales protéines sécrétées par ce type cellulaire. Cette sécrétion permet, entre autres, de protéger l’épithélium duquel elle provient.

## Structure
Les sécrétoglobines ont une forme globulaire, créant des cavités hydrophobes entre ses dimères via des ponts disulfures. Elles sont composées de quatre hélices alpha, selon un modèle anti-parallèle, leur donnant ainsi la forme d’un boomerang. La poche hydrophobe permet la liaison avec des ligands de petites à moyennes tailles, tels que des stéroïdes, et plus particulièrement la progestérone, ou bien des phospholipides,. La liaison et la libération de ces ligands se font grâce à un couplage avec la cystine en l’état d’oxydoréduction (« état rédox »).
Au cours de l’évolution, malgré des divergences au sein de la protéine elle-même, on retient 21 clades de sécrétoglobines, voir la classification ci-dessous.

## Classification

### Sous-familles principales
En 2006, six sous-familles ont été crées afin de classer les protéines en fonction de leurs homologies de séquence. Toutes ces familles ne sont pas monophylétiques, c’est-à-dire qu’elles ne dérivent pas toutes de la même protéine initiale.
D’après une mise à jour de 2011, les génomes de l’homme et de la souris ne contiennent que les trois premières familles décrites dans le tableau ci-dessous,.
| Sous-famille | Sous-famille | Groupe       | Membre           | Membre                                                         | Membre                                         |
| ------------ | ------------ | ------------ | ---------------- | -------------------------------------------------------------- | ---------------------------------------------- |
| 1 - UGB      | A            | UGB          | Abréviation      | Nom                                                            | Ligands                                        |
| 1 - UGB      | A            | UGB          | SCGB1A1          | Utéroglobine (UGB), Blastokinine, CCSP,CC10, CC16, CCPBP, UP-1 | Phosphatidylcholine, phosphatidylinositol, PCB |
| 1 - UGB      | B            | ABPA-like    | Scgb1b2 (souris) | Scgb1b2 (souris)                                               | Stéroïdes, phéromones                          |
| 1 - UGB      | C            |              | SCGB1C1          | Sécrétoglobine RYD5                                            |                                                |
| 1 - UGB      | C            | SCGB1C2      |                  |                                                                |                                                |
| 1 - UGB      | D            | Lipophiline  | SCGB1D1          | Lipophiline A                                                  |                                                |
| 1 - UGB      | D            | Lipophiline  | SCGB1D2          | Lipophiline B                                                  |                                                |
| 1 - UGB      | D            | Lipophiline  | SCGB1D4          | IIS (Interferon-gamma inducible secretoglobin)                 |                                                |
| 2            | A            | Mammaglobine | SCGB2A1          | Mammaglobine B, Lipophiline C, Lacryglobine                    |                                                |
| 2            | A            | Mammaglobine | SCGB2A2          | Mammaglobine A                                                 |                                                |
| 2            | B            | ABPBG-like   | Scgb2b1 (souris) | Scgb2b1 (souris)                                               | Stéroïdes, phéromones                          |
| 3 - UGB-like | A            | UGB-like     | SCGB3A1          | UGRP2, HIN-1, Cytokine HIN-1, PnSP-2                           |                                                |
| 3 - UGB-like | A            | UGB-like     | SCGB3A2          | UGRP1, HIN-2, PnSP-1                                           |                                                |

Chez l’homme, on recense onze gènes de sécrétoglobines, ainsi que cinq pseudogènes :
- SCGB1A1 : ou utéroglobine, blastokinine, protéine sécrétée par les cellules club (CCSP 10kDa, CCSP 16kDa), protéine urinaire 1 (UP-1) protéine liant les phospholipides humains des cellules club (hCCPBP).
- SCGB1C1
- Sous-famille SCGB1D : SCGB1D1 et SCGB1D2
- SCGB2A : ou mammaglobine
- Sous-famille SCGB3A : SCGB3A1 et SCGB3A2

Chez la souris, c’est 68 gènes que l’on dénombre, dont quatre sont des analogues des formes humaines :
- Scgb1a1, codant l’utéroglobine murine
- Scgb1c1, analogue de la SCGB1C1 humaine
- Scgb1b et Scgb2b, protéines liant les androgènes (androgen-binding protein)
- Scgb3a1 et Scgb3a2 : analogues de la famille SCGB3A humaine[3]

### Autres sous-familles
La sous-famille 4 et la sous-famille 6 ont d’abord été décrites chez l’homme et la souris mais sont aujourd’hui considérées comme des doublons des trois premiers groupes déjà existants. Ainsi, la sous-famille 4 se retrouve dans les groupes 1B et 2B. Pour la sous-famille 6, il faut désormais se référer à SCGB1C1.
La sous-famille 5 n’est présente ni chez la souris, ni chez l’homme.
Fel d 1, allergène retrouvé chez le chat, devrait être indiqué dans deux sous-familles : la première chaîne se rapproche de la sous-famille 4, tandis que la seconde se rapproche de la sous-famille 5. Sans mention dans la mise à jour de 2011, la chaîne 1 est rapportée au groupe 1B, tandis que la chaîne 2 se rapporte au groupe 2B,.

## Intérêt dans les pathologies
Les sécrétoglobines jouent un rôle en tant qu’agent de certaines pathologies et sont par ailleurs des biomarqueurs d’intérêt, notamment dans les cancers. En effet, la famille des sécrétoglobines étant facilement identifiable, rapidement accessible, stable, et abondante dans divers fluides, il est possible d'utiliser certaines sécrétoglobines comme marqueurs diagnostics et pronostics.
En cas d’atteinte pulmonaire, il s’agit d’un biomarqueur précoce puisque sa sécrétion provient d’une cellule directement reliée au milieu atteint. 
En cas de cancer, sa régulation peut être amenée à varier également, et toutes les sécrétoglobines ne sont pas atteintes de la même manière.